# Horne Kirke (Faaborg-Midtfyn Kommune)

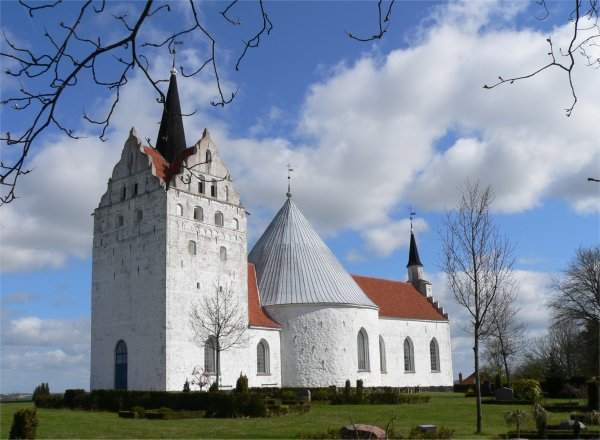
Horne Kirke

Die Horne Kirke (dt. Kirche von Horne) ist eine Rundkirche in Horne im Südwesten von Fünen. Sie gehört zum Bistum Fünen der evangelisch-lutherischen Volkskirche Dänemarks.
Der mittlere, aus Granitsteinen errichtete Teil der heutigen Kirche, eine Nordische Rundkirche aus dem 13. Jahrhundert, wurde im 15. Jahrhundert um zwei Anbauten in östlicher und westlicher Richtung ergänzt. Die Kirchenglocken datieren aus den Jahren 1568 und 1613. In der Nähe des Schlosses Hvedholm gelegen, diente die Hornekirke als Patronatskirche des gleichnamigen Guts.
Die Kirche war Drehort des Films Adams Äpfel.